# Gustnado

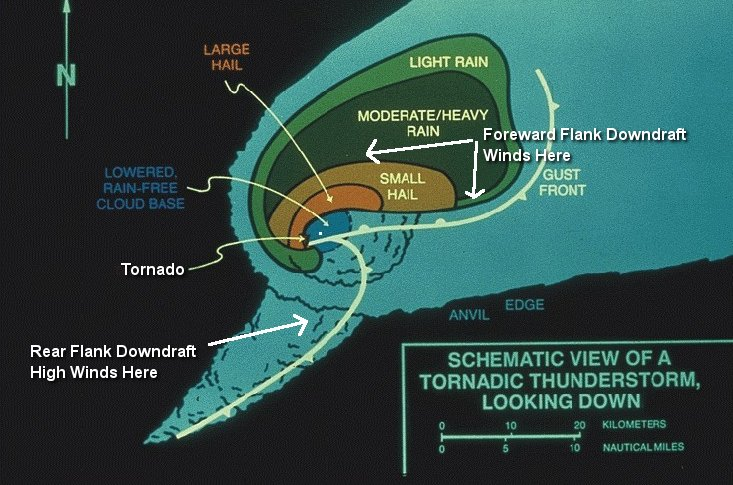
Gustnado's ontwikkelen zich in het windstotenfront ("gust front") van een supercel

Een gustnado is een werveling die zich bij onweer aan de zijkant van een gebied met valwinden vormt. Gustnado's maken geen contact met de wolk zoals tornado's en windhozen wel doen. Ze kunnen een hoogte tot enkele meters bereiken en houden seconden tot minuten aan. Desondanks kunnen gustnado's door hoge windsnelheden veel schade aanrichten.
De naam is een samentrekking van de Engelse termen gust front en tornado, hoewel een gustnado dus geen tornado is. Het verschil tussen de twee is dat een tornado ontstaat uit de warme en krachtige opwaartse wind die de cumulonimbuswolk voedt waar de tornado mee verbonden is, terwijl een gustnado geassocieerd wordt met de koele neerwaartse wind vóór de storm. Gustnado's komen vrij regelmatig voor.